# Le Destin des Jedi

Le Destin des Jedi (titre original : Fate of the Jedi) est une série littéraire de science-fiction placée dans l'univers étendu de Star Wars. Elle sert de suite aux événements de la série L'Héritage de la Force. Les romans qui la composent ont été écrits par Troy Denning, Aaron Allston et Christie Golden.

## Résumé
Deux ans après la Guerre Civile Galactique déclenchée par Dark Caedus, l'Alliance Galactique entame les pourparlers de rattachement des Vestiges Impériaux. En parallèle Natasi Daala, la dirigeante de l'Alliance, fait arrêter Luke Skywalker dont l'échec à voir à temps que Jacen Solo basculait du Côté Obscur, rendrait complice des crimes de ce dernier. Exilé Luke quitte Coruscant en compagnie de son fils Ben et se lance alors dans une quête de la vérité. C'est dans une école de fanatiques de la Force de Dorin qu'il pense trouver certaines réponses. Mais la route semble bien longue et dangereuse pour les deux proscrits.
En exil loin de Coruscant, Luke Skywalker poursuit sa quête de vérité : comment Jacen Solo, un Jedi si pacifique, a-t-il pu devenir Dark Caedus, l'un des Seigneur Sith les plus meurtriers de l'histoire de la galaxie ? C'est dans l'espoir de découvrir des réponses que Luke et son fils, Ben, vont s'aventurer dans la mystérieuse faille de Kathol à la recherche d'une espèce extraterrestre extrêmement xénophobe. Et le temps presse car sur Coruscant, la folie de Valin semble avoir touché Jysella, sa sœur et l'épidémie de démence va encore s'amplifier ! Malheureusement pour les Jedi une menace plus puissante que Daala plane sur l'horizon : des milliers d'années plus tôt, lors des luttes de pouvoir entre les seigneurs Sith Ludo Kressh et Naga Shadow, un équipage de Sith s'est écrasé sur une planète coupée de la galaxie. La tribu Perdue des Sith, descendante en ligne directe des survivants à l'accident, s'apprête à lancer une opération de reconquête de l'univers. Ils sont aidés dans leur entreprise par la sphère de méditation Sith Vaisseau qui leur a dit le nom des ennemis à abattre : Skywalker. Cela semble être un sombre présage.
Après la Guerre Civile, déclenchée par Jacen Solo, qui a ébranlé la galaxie, Luke Skywalker a été condamné à l'exil par Natasi Daala. Luke décide alors de partir en quête, avec son fils Ben, de réponses pour obtenir la rédemption des Jedi. Dans l'Amas de la Gueule, une secte d'utilisateurs de la Force, les Arpenteurs de l'Esprit, capable de quitter leur corps pour voyager dans la Force, semble être au courant de quelque chose. Ils proposent à Luke d'essayer une technique pour découvrir ce que l'esprit de Jacen pourrait lui dire, mais une expérience pareille pourrait être mortelle pour le Grand Maitre Jedi. Concentrés sur leur mission Luke et Ben ne verront pas venir un danger proche et extrêmement mortel : Dame Rhéa mène son groupe d'intervention Sith vers la station spatiale où les Skywalker se trouvent et Rhéa entend bien les assassiner afin d'accomplir ses noirs desseins. Dans l'ombre un être maléfique semble prêt à tout pour que cet affrontement ait lieu. Au même moment sur Coruscant, les décisions tyranniques de Daala poussent les Solo à cacher les chevaliers malades afin que les forces de sécurité ne les enferment pas dans la carbonite. Ils ignorent que Daala est sur le point de projeter l'Ordre dans les abysses.
Les décisions de Jacen Solo et la crise des Jedi fous continuent de ravager la galaxie. Après s'être échappés à temps de la station Sinkhole où ils étaient retenus par les Arpenteurs de l'Esprit, Luke et Ben ont essuyé le feu du groupe d'intervention de Dame Rhéa, qui a fini en pièces. La seule survivante du groupe, une apprentie du nom de Vestara Khai, s'est échappée au nez et à la barbe de Luke et Ben qui la poursuivent jusqu'à la dangereuse planète Dathomir où leur valeur est mise à l'épreuve par des autochtones pour empêcher un groupe de puissantes détentrices du Côté Obscur d'offrir l'asile à Vestara. Durant ce temps Han et Leia Solo décident de mener une Jedi malade aux Brumes Transitoires où il sera impossible à Daala de l'attraper. Ce geste ne fait qu'intensifier la haine de Daala qui ne veut pas s'attarder sur ce sérieux revers.
Luke et Ben Skywalker, après leur séjour sur Dathomir, finissent par conclure une alliance avec la flotte Sith. Effectivement, les deux factions opposées font face à une menace bien plus sérieuse que leurs guerres de Force ! Et ce danger porte un nom : Abeloth. L'entité du Côté Obscur prévoit de détruire toute trace de civilisation dans la galaxie et Jedi et Sith sont bien déterminés à l'empêcher. Bientôt rejoint au-dessus de Klatooine par Jaina Solo et Lando Calrissian. Pendant que cette étrange armada louvoie être les trous noirs de la Gueule, sur Coruscant, Han Solo et Leia Organa Solo tentent par tous les moyens de sauver les Jedi frappés de folie malgré les tentatives de l'amirale Daala. Cette dernière a déclaré qu'une scission entre son gouvernement et le Conseil de l'Ordre Jedi ne pourrait être évitée, ce qui ferait devenir les Jedi des ennemis d'État. Les derniers espoirs de la galaxie pourraient cependant surgir de la Gueule où Luke, Ben, Vestara et les Sith se préparent à combattre un ennemi venu des profondeurs du passé et réanimé par leur faute.
Luke Skywalker, toujours en exil et blessé après le dernier affrontement avec Abeloth, n'a plus d'autre choix que de faire alliance avec la fille d'un Seigneur noir des Sith. Han et Leïa Solo sont chargés d'une mission diplomatique de la plus grande importance sur Klatooïne… Dans le même temps, sur Coruscant, la chef d'État Daala est enfin destitué après un coup d'État éclair au Sénat intergalactique. Le clan Skywalker-Solo va vivre une épopée de plus, au moment où ils croyaient que la diplomatie était la seule voie qui pouvait les sortir du Côté Obscur de la Force qui devient de plus en plus menaçant pour l'avenir de la galaxie.

## Personnages
- Abeloth : entité femelle

- Ahri Raas: apprenti Sith (Keshiri)

- Allana Solo : enfant (humaine)
- Bazel « Barv » Warv : (mâle Ramoien)

- Ben Skywalker : Chevalier Jedi (mâle humain)
- C-3PO: droide protocolaire
- Cilghal : Maître Jedi et guérisseuse (femelle Mon Calamari)
- Corran Horn : Maître Jedi (mâle humain)
- Drikl Lecersen: Moff (humain)
- Dyon Stadd: aspirant Jedi (humain)
- Han Solo : capitaine du Faucon Millenium (mâle humain)
- Jagged Fel : Chef d'État, Vestiges de l'Empire (mâle humain)
- Jaina Solo : Chevalier Jedi (femelle humaine)
- Kaminne Sihn: chef du Clan des Feuilles Pleureuses (Dathomirienne)
- Kenth Hamner : Maître Jedi (mâle humain)
- Leia Organa Solo : Chevalier Jedi (femelle humaine)
- Luke Skywalker : Grand Maître Jedi (mâle humain)
- Mirax Horn : femme d'affaires (femelle humaine)
- Natasia Daala : Chef d'État, Alliance Galactique (femelle humaine)

- Natua Wan : Chevalier Jedi (femelle Falleen)
- Olaris Rhea: Dame Sith (humaine)
- R2-D2 : droide astromech
- Raynar Thul : chevalier Jedi
- Saba Sebatyne : Maitre Jedi
- Tadar'Ro : agent de liaison des Aing-Tiis (mâle aing-tii)
- Tahiri Veila : ancienne chevalier Jedi
- Valin Horn : Maître Jedi (mâle humain)
- Vestara Khai : Tyro et apprentie Sith (humaine)
- Wynn Dorvan : assistant de l'amiral Daala (humain)
- Yuvar Xal: Maitre Sith (humain)

## Chronologie
1. Proscrit (Outcast) - 43 ap. BY.
2. Présage (Omen) – 43 ap. BY.
3. Abysse (Abyss) - 43 ap. BY.
4. Revers (Backlash) - 44 ap. BY.
5. Alliés (Allies) - 44 ap. BY.
6. Vortex (Vortex) - 44 ap. BY.
7. Jugement (Conviction) - 44 ap. BY.
8. Ascension (Ascension) - 44 ap. BY.
9. Apocalypse (Apocalypse) - 44 ap. BY.

## Proscrit
Proscrit est écrit par Aaron Allston. Il est publié sous son titre original, Outcast, aux États-Unis par Del Rey Books le 23 mars 2009,. Il est traduit en français par Gabrielle Brodhy et publié par les éditions Pocket le 14 février 2013, avec alors 438 pages,.

## Présage
Présage est écrit par Christie Golden. Il est publié sous son titre original, Omen, aux États-Unis par Del Rey Books le 23 juin 2009,. Il est traduit en français par Nicolas Ancion et Axelle Demoulin et publié par les éditions Pocket le 18 avril 2013, avec alors 438 pages,.

## Abysse
Abysse est écrit par Troy Denning. Il est publié sous son titre original, Abyss, aux États-Unis par Del Rey Books le 18 août 2009,. Il est traduit en français par Thierry Arson et publié par les éditions Pocket le 27 juin 2013, avec alors 413 pages,.

## Revers
Revers est écrit par Aaron Allston. Il est publié sous son titre original, Backlash, aux États-Unis par Del Rey Books le 9 mars 2010,. Il est traduit en français par Gabrielle Brodhy et publié par les éditions Pocket le 22 août 2013, avec alors 444 pages,.

## Alliés
Alliés est écrit par Christie Golden. Il est publié sous son titre original, Allies, aux États-Unis par Del Rey Books le 25 mai 2010,. Il est traduit en français par Nicolas Ancion et Axelle Demoulin et publié par les éditions Pocket le 24 octobre 2013, avec alors 475 pages,.

## Vortex
Vortex est écrit par Troy Denning. Il est publié sous son titre original, Vortex, aux États-Unis par Del Rey Books le 30 novembre 2010,. Il est traduit en français par Thierry Arson et publié par les éditions Pocket le 5 décembre 2013, avec alors 527 pages,.

## Jugement
Jugement est écrit par Aaron Allston. Il est publié sous son titre original, Conviction, aux États-Unis par Del Rey Books le 24 mai 2011,. Il est traduit en français par Gabrielle Brodhy et publié par les éditions Pocket le 27 février 2014, avec alors 528 pages,.

## Ascension
Ascension est écrit par Christie Golden. Il est publié sous son titre original, Ascension, aux États-Unis par Del Rey Books le 9 août 2011,. Il est traduit en français par Nicolas Ancion et Axelle Demoulin et publié par les éditions Pocket le 24 avril 2014, avec alors 544 pages,.

## Apocalypse
Apocalypse est écrit par Troy Denning. Il est publié sous son titre original, Apocalypse, aux États-Unis par Del Rey Books le 13 mars 2011,. Il est traduit en français par Thierry Arson et publié par les éditions Pocket le 26 juin 2014, avec alors 634 pages,.